# エピローグ
エピローグ（英語:epilogue [ˈɛpɪlɑɡ] エピログ）は、通常文学作品や映画、ドラマなどにおいて物語を完結させるために、物語中の視点から描かれた結末の部分のことである。物語の後に著者自身の言葉として書かれた文章は、エピローグとは別にあとがきと呼ばれている。対義語はプロローグであり、文学作品や映画、ドラマの冒頭の部分では、物語のオープニングを描いて関心を引き付けるために用いられる。エピローグの語源はギリシャ語のepilogos（語結、跋）である。

## 演劇において
演劇におけるエピローグは、登場人物の一人の俳優または作者の代弁を行う俳優が、劇の終わりに舞台から直接観客に向かって語りかける納めのせりふである。もともとエピローグはギリシャの古代演劇の用語であり、のちにギリシャ劇やエリザベス朝演劇で用いられ、王政復古期演劇において最も盛んに使われた。代表的なエピローグとしては、ジョン・ドライデンやデヴィッド・ガリックの書いた機知に富んだエピローグが有名である。18世紀以降はほとんど姿を消した。
通常登場人物の一人が現れて、劇に描かれた世界についての説明や意見、作者や役者の意図などを韻文で観客に語りかけることが多い。

## 文学作品において

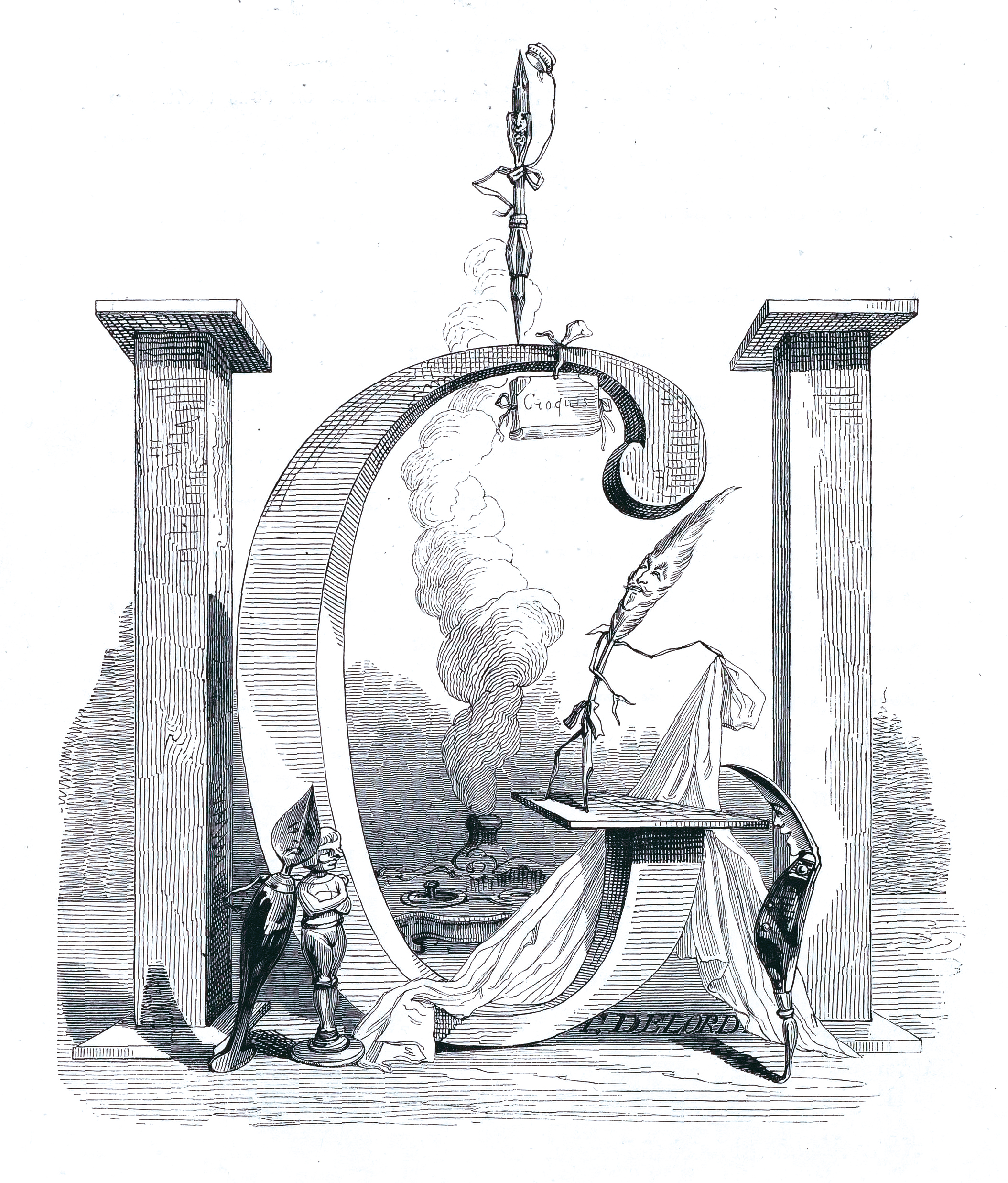
グランヴィルの描いた、Un Autre Mondeのエピローグのイラスト。

文学作品内におけるエピローグは、主に登場人物の運命を明らかにする役割を持つ、物語の最終章である。また、エピローグ内で物語の主題から外れた内容を描く文学作品もあり、このような作品でのエピローグは続編をほのめかす、または物語内の未解決部分を結論付けるために用いられている。エピローグは主に物語の本筋が終了したさらに後に起こることを書くこともある。また、エピローグで主人公が「自由に話せる」機会を作るために用いられることもある。
エピローグの形式は、時々話全体の形式と大きく異なることもあるが、エピローグ以前の話と同じ叙述形式と視点で続けることができる。また、続編として用いることもできる。

## 映画において
映画において、最後のシーンでは登場人物に何が起こったかについての簡単な説明とともに映像やモンタージュを特に用いることがある。このような映画の例としては、『9時から5時まで』『アメリカン・グラフィティ』『アニマル・ハウス』『ハリー・ポッターと死の秘宝 PART2』『フォー・ウェディング』『タイタンズを忘れない』『チェンジリング』などが挙げられる。
また、映画『ゴッドファーザー PART III 』は全体がエピローグである。
登場人物のその後の未来の一部が含まれているだけでなく、エピローグが基盤となっているような作品も多く存在する。映画内の大半のエピローグは、映画の登場人物の運命などの重要な出来事の記念として、沈黙の中で劇的に描かれている。
多くのドキュメンタリー映画や伝記映画では、エピローグは映画で扱った出来事の後の、主題となった人物の顛末を説明する文章を基としたものである。